# Sauvegarde (Ruisbroek)
Sauvegarde is een woonkern in het zuiden van de voormalige gemeente Ruisbroek, nu een deelgemeente van Puurs-Sint-Amands.
Sauvegarde ligt ten zuiden van Ruisbroek. Beide woonkernen zijn ontstaan als straatdorp langs de weg van Puurs (weg Temse-Brussel) naar Hellegat en verderop Antwerpen: de huidige Moerplas en Kerkstraat. Bij Hellegat bevond zich eeuwenlang een belangrijke oversteek over de Rupel (tot het ontstaan van Klein-Willebroek in het midden van 16de eeuw zelfs de belangrijkste). Hellegat was een gehucht op de linkeroever van de Rupel dat in 1820 door een overstroming vernield werd. Een tweede belangrijke weg was de huidige Sint-Katharinastraat. Deze verbond Sauvegarde met Willebroek.
Aan de noordoostelijke zijde wordt Sauvegarde van Ruisbroek gescheiden door een moerassige depressie: de Gebuispolder en de Polder van Bree. Ook aan de zuidwestelijke zijde bevindt zich een moerassige zone. "Het Moer" met het Coolhembos bevindt zich tussen Sauvegarde en Kalfort.
Historisch behoorde Sauvegarde deels tot de parochie van Puurs (klein westelijk deel) en tot de parochie van Ruisbroek. In de negentiende eeuw werd Sauvegarde een zelfstandige parochie..

## Bezienswaardigheden
- In 1937 werd de Sint-Caroluskerk gebouwd aan de Gasthuisdreef. Dit is een zeer sobere bakstenen kerk onder zadeldak. Deze heeft geen toren doch slechts een eenvoudig kruis aan de voorgevel.
- Ook in de Gasthuisdreef bevindt zich het monumentje De Waterhoek (1977) dat de hoogste waterstand bij de overstroming van 1976 aangeeft.[3]
- Het Hof ter Zielbeek aan de Sint-Katharinastraat
- De Sint-Catharinakapel aan de Sint-Katharinastraat
- In Sauvegarde ligt aan spoorlijn 52 ook het station Ruisbroek-Sauvegarde.

## Natuur en landschap
Sauvegarde ligt aan de Zielbeek die in noordwestelijke richting naar de Vliet stroomt. Het Hof ter Zielbeek is een domein met bos en moeras. Zuidwestelijk van Sauvegarde liggen de bossen van het  Hof van Coolhem. Sauvegarde is laaggelegen en werd meermaals getroffen door overstromingen.

## Nabijgelegen kernen
Ruisbroek, Kalfort, Klein-Willebroek, Willebroek